# Pla territorial general de Catalunya

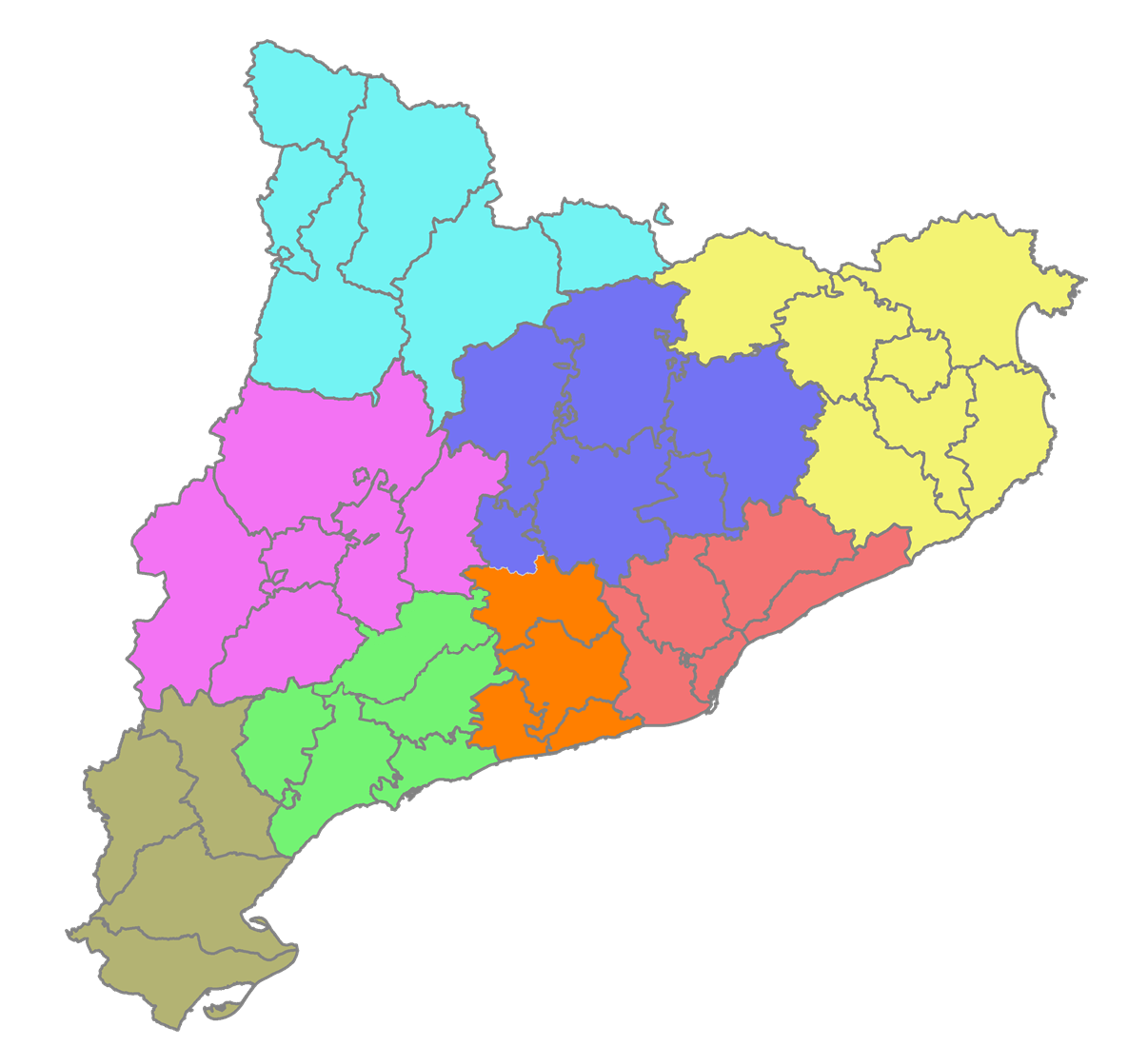
Àmbits funcionals territorials de Catalunya.
Alt Pirineu i Aran
Àmbit metropolità
Camp de Tarragona
Comarques Centrals
Comarques Gironines
Penedès
Ponent
Terres de l'Ebre

El Pla territorial general de Catalunya (PTGC) és l'instrument bàsic d'ordenació del territori de Catalunya, la seva planificació i definició de polítiques específiques de desenvolupament i reequilibri territorial. Va ser aprovat per la Llei 1/1995, de 16 de març.
Els seus objectius són la definició de:
- Les zones homogènies segons el potencial de desenvolupament i la seva situació socioeconòmica.
- Els nuclis de població que poden exercir una funció reequilibradora del territori.
- Els espais naturals a conservar.
- Les terres d'ús agrícola o forestal d'especial interès que s'hagin de conservar o ampliar.
- Els emplaçaments idonis de grans infraestructures (transport, sanejament i equipaments d'interès general).
- Els àmbits d'aplicació dels Plans Territorials Parcials, definits per agregació de comarques.

Els sistemes de propostes del pla són a tres nivells:
- Definició d'àrees bàsiques territorials (ABT) constituïdes per l'agrupació de municipis amb poca població com a llindar mínim de cobertura territorial per als equipaments col·lectius (salut, sanejament, educació, esport...)
- Estudi dels grans sistemes urbans com a àrees de cohesió i d'influència del seu entorn territorial.
- Definició dels àmbits funcionals territorials (AFT) constituïts per agrupacions de comarques i de sistemes urbans.

## Sistemes urbans
El Pla fa un estudi exhaustiu dels sistemes urbans definits a partir de la mobilitat laboral que permet establir unes àrees de cohesió del territori sobre les que es fonamenten les estratègies de reequilibri territorial. Es distingeixen dos grans grups subdividits en diferents nivells:
- Àrea metropolitana de Barcelona
  - Nucli central, format pel Barcelonès, i els municipis del sud del Baix Llobregat al marge esquerre del Llobregat. Forma una conurbació saturada amb elevada densitat de població i poca capacitat de creixement urbanístic.
  - Primera corona exterior, com a sistema d'expansió i articulació del nucli central. Està formada per la part central i litoral del Baix Llobregat, tot el Vallès Occidental, el Vallès Oriental fins a la riera de Tenes, i el sud del Maresme fins a Vilassar de Mar i Cabrera de Mar.
  - Corona externa, com a sistema de reequilibri metropolità amb potencial de creixement i possibilitats de descentralització i descongestió. Està format pel sistemes urbans de Sabadell, Terrassa, Martorell, Mataró-Argentona, Vilanova i la Geltrú - Sitges i Granollers - Sant Celoni.
  - Ròtules d'articulació, amb nuclis polars encara dèbils però amb un potencial de recursos i capacitat que per la seva peculiar posició poden exercir funcions de reequilibri i d'articulació entre diferents sistemes urbans:
    - La Selva Marítima, entre el Maresme i la Selva, com a ròtula entre l'àmbit metropolità i l'àmbit de les comarques gironines.
    - El Baix Penedès, com a ròtula entre l'àmbit metropolità i el Camp de Tarragona.
- Àrees de reequilibri de Catalunya, localitzades a l'exterior de l'àmbit metropolità.
  - Nivell 1, amb més de 100.000 habitants i un elevat potencial demogràfic i d'activitat que podrien competir amb el sistema central metropolità:
    - Girona - Cassà de la Selva, amb Banyoles com a sistema d'articulació.
    - Tarragona-Reus-Valls, amb Montblanc i l'Espluga de Francolí com a articulació.
    - Lleida, amb Balaguer i Mollerussa d'articulació.

  - Nivell 2, sistemes intermedis entre 20.000 i 60.000 habitants, però que exerceixen una polaritat territorial àmplia:
    - Tortosa - Amposta - Sant Carles de la Ràpita - Alcanar.
    - Figueres
    - Vilafranca del Penedès - Sant Sadurní d'Anoia
    - Igualada
    - Manresa
    - Vic-Manlleu-Torelló
    - Olot

  - Nivell 3, petites ciutats d'uns 10.000 habitants amb una polaritat feble però amb una notable capacitat d'articulació en el seu àmbit territorial: Falset, Gandesa, Móra d'Ebre, Móra la Nova, Flix, Tàrrega, Cervera, Guissona, Agramunt, la Seu d'Urgell, Ripoll, Solsona, Puigcerdà, Berga-Gironella i Tremp - la Pobla de Segur.
  - Nivell 4, amb nuclis d'uns 5.000 habitants amb una polaritat feble però amb rellevància territorial en zones desfavorides o en zones de muntanya: Pont de Suert, Vielha, Sort, Cardona, Sant Hilari Sacalm, Arbúcies, Calaf, Santa Coloma de Queralt, Besalú, Sant Quirze de Besora, Sant Llorenç de Morunys, Artesa de Segre - Ponts, Oliana-Organyà, Moià-Castellterçol, la Granadella-Maials, les Planes d'Hostoles - Sant Feliu de Pallerols i Sant Pere de Riudebitlles - Sant Quintí de Mediona - Torrelavit.

## Àmbits funcionals territorials
Els àmbits funcionals territorials (AFT) estan definits com a agrupació de comarques a partir d'un sistema urbà central i uns sistemes urbans amb cert grau de dependència. Els àmbits funcionals són les àrees de planificació que serveixen com a marc per la definició dels Plans Territorials Parcials. Les diverses Conselleries de la Generalitat de Catalunya han anat adaptant els seus serveis en els àmbits funcionals, i serveixen de base per la publicació de les dades estadístiques de la Generalitat. Són els següents:
- Alt Pirineu i Aran: Alta Ribagorça, Alt Urgell, Cerdanya, Pallars Jussà, Pallars Sobirà i Vall d'Aran.
- Àmbit metropolità de Barcelona: Baix Llobregat, Barcelonès, Maresme, Vallès Oriental i Vallès Occidental.
- Camp de Tarragona: Tarragonès, Alt Camp, Baix Camp, Conca de Barberà i Priorat.
- Comarques gironines: Alt Empordà, Baix Empordà, Garrotxa, Gironès, Pla de l'Estany, La Selva i Ripollès.
- Comarques Centrals: Bages, Berguedà, Osona, Solsonès, Moianès, Lluçanès i els municipis de la comarca de l'Anoia que ho han sol·licitat.[1]
- Penedès: Alt Penedès, Baix Penedès, Garraf i Anoia, excepte els municipis que han sol·licitat restar adscrits a Comarques Centrals[1] (8 municipis de l'Alta Segarra).[2]
- Ponent: Garrigues, Noguera, Segarra, Segrià, Pla d'Urgell i Urgell.
- Terres de l'Ebre: Baix Ebre, Montsià, Ribera d'Ebre i Terra Alta.
- També hi ha la regió de l’Alt Ter, que està conformat per les comarques d’Osona, el Lluçanès, el Ripollès, i els dos municipis de Sant Feliu Sasserra i Santa Maria de Merlès que es reivindicada per moltes persones perquè sigui una futura vegueria.

El Pla territorial general de Catalunya preveia sis àmbits funcionals, però es va modificar mitjançant la Llei 24/2001, de 31 de desembre, reconeixent l'Alt Pirineu i Aran com a nova àrea funcional diferenciada de l'àmbit de Ponent. La Llei 23/2010, del 22 de juliol, va ampliar els àmbits a vuit amb la creació de l'àmbit funcional del Penedès amb l'excepció dels municipis de l'Anoia que manifestessin seguir adscrits a l'Àmbit de les Comarques Centrals.
| Àmbit funcional                                    | Habitants |
| -------------------------------------------------- | --------- |
| Metropolità                                        | 4.772.130 |
| Comarques Gironines                                | 736.965   |
| Camp de Tarragona                                  | 517.661   |
| Terres de l'Ebre                                   | 517.661   |
| Ponent                                             | 364.173   |
| Comarques Centrals                                 | 364.173   |
| Alt Pirineu i Aran                                 | 75.274    |
| Penedès                                            | 470.303   |
| Alt Ter (regió reivindicada com a futura vegueria) | 196.722   |